# 民族解放阵线 (南也门)
民族解放阵线（羅馬化：al-jabhat al-qawmiyya lil-taḥrīr），简称民阵，是一个马克思主义准军事组织，也是亚丁危机期间在南阿拉伯联邦（今也门南部）活动的政党。在北也门内战期间，英国试图建立一个被称为南阿拉伯联邦的自治殖民地，故而战火蔓延至南也门。在英国军事力量撤离后，民阵从其竞争对手，秉持阿拉伯民族主义的解放被占领的南也门阵线（FLOSY）手中夺得政权。亚丁危机结束后，民阵更名为“民族阵线”，并最终成为也门社会党成立的主要力量。也门社会党随后以马克思列宁主义政党的身份统治南也门这个一党制国家。

## 背景
20世纪50年代后期，埃及总统贾迈勒·阿卜杜-纳赛尔的泛阿拉伯主义思想传播至也门，并威胁到英国和当地埃米尔的统治。作为回应，英国说服不和的埃米尔组成了南阿拉伯联邦。在联邦中，亚丁工会大会就有着不俗的影响力。为了防止亚丁工会大会夺取联邦的控制权，亚丁殖民地于1962年加入了联邦，以便亚丁的亲英派议员可以对抗亚丁工会大会的影响。亚丁加入联邦的第二天，也门的君主穆罕默德·巴德尔被推翻，纳赛尔支持的民族解放阵线等势力与沙特和英国支持的君主制势力爆发了内战。这场冲突很快蔓延至整个地区，成为英国人所说的亚丁危机。在英国人宣布亚丁邦的紧急状态时，亚丁危机正式开始。

## 建功
1964年，当民阵宣布他们的革命开始时，反君主制的运动蔓延至南阿拉伯联邦。1964年，工党赢得英国大选并组建政府。他们试图通过让阿卜杜拉·阿斯纳格的FLOSY控制该国，以促成南阿拉伯联邦独立。但美国总统林登·约翰逊否决了这一提议，他不希望英国在越南战争升级的时候撤军。
1965年，英国废除了南阿拉伯联邦，并实行直接的殖民统治。意识到英国人不会给他控制权，阿卜杜拉·阿斯纳格逃亡并加入了民阵。但民阵已经变得更趋激进的马克思主义，从埃及的控制下分裂出来。于是阿斯纳格组建解放被占领的南也门阵线（FLOSY），以对抗民阵。民阵随即谴责阿斯纳格和他的FLOSY是纳赛尔控制下的帝国主义军队。因此，除了与英国人作战外，民阵还与FLOSY交战。到1967年2月，英国再也无法控制或保护其在亚丁的基地，并宣布将违背美国的意愿撤离该国。
1967年1月，民阵和FLOSY的支持者在亚丁的旧阿拉伯区发生了大规模骚乱。尽管英国军队进行了干预，但骚乱一直持续到二月中旬。在此期间，英国军队一直遭到袭击，一架亚丁航空道格拉斯DC-3运输机在空中被毁，无人生还。与此同时，民阵和FLOSY的成员也发生了大规模的自相残杀。1967年6月20日，南阿拉伯联邦的军队发生兵变，兵变也蔓延至警察。英国人恢复了秩序。
然而，游击队，尤其是民阵的游击队很快恢复了对英国人的袭击。纳赛尔则全力支持FLOSY，并逮捕了当时住在埃及的民阵负责人。在官方层面，民阵和FLOSY都拒绝与即将撤离的英国人商谈，因为他们不想被视为和英国人有联系。但是，在非官方层面，民阵和英国人进行了秘密会谈，他们密谋击败FLOSY，因为双方更讨厌纳赛尔。1967年11月底，英国从亚丁撤出，比亚丁总督杜维廉的设想要更早。在离开时，由于未能达成协议，他发现无人可以移交权柄，但出于尊重，他为获胜者重新粉刷了一遍政府大楼。

## 胜利
1967年，以色列在六日战争中击败了埃及，并迫使埃及从也门撤军。此后FLOSY失去了埃及的援助，但不得不继续与民阵作战。然而，民阵说服了前联邦军队加入对FLOSY的作战后，FLOSY的失败就注定了。同年11月7日FLOSY试图突袭前联邦军队的营地，但在民阵的帮助下，FLOSY战败，损失惨重。这次战败后，尽管一部分干部和指挥官仍在国外，但FLOSY的军队宣布解散。1967年11月30日，南也门人民共和国宣布成立，南阿拉伯联邦不复存在。1968年，在君主派的最后据点萨那陷落后，绝大多数反对派达成了和解。

## 内战后
南也门独立后，民阵成为南也门的执政党，该党领导人卡赫坦·穆罕默德·沙比任南也门首任总统。1969年6月22日，属于民阵右翼、持纳赛尔主义立场的沙比被民阵内部的激进马克思主义派系推翻，萨利姆·鲁巴伊·阿里接掌政权，任总统委员会主席。1970年的内战后，沙特阿拉伯承认阿拉伯也门共和国，并促成了剩余交战方的停火。1970年12月1日，民阵宣布改国名为也门民主人民共和国。1978年6月24日，民阵内部矛盾激化，阿卜杜勒·法塔赫·伊斯梅尔和阿里·纳赛尔·穆罕默德在苏联支持下，推翻政治立场日趋温和的鲁巴伊，鲁巴伊随即被处决。此后，伊斯梅尔和阿里·纳赛尔共同掌握政权。1975年10月，民阵与民主人民联盟党（马克思主义）、人民先锋党组成“民族阵线联合政治组织”。1978年11月，“民族阵线联合政治组织”改组为也门社会党，民族解放阵线不复存在。

### 脚注
1. ↑  National Liberation Front 的存檔，存档日期2013-09-28. FOTW.us
2. 1 2  Kitchen 1994，第126頁
3. 1 2 3 4 5  Kitchen 1994，第127頁
4. ↑  Dean 2004，第1211頁
5. 1 2  Beeston & Simpson 2007，第84頁
6. 1 2  Kitchen 1994，第128頁
7. ↑  Mawby 2005，第173頁
8. ↑  Kostiner 1984，第171頁
9. ↑  Ismael, Tareq Y., Jacqueline S. Ismael, and Kamel Abu Jaber. Politics and Government in the Middle East and North Africa （页面存档备份，存于）. Miami: Florida International University Press, 1991. p. 441